# هدى شعبي
هدى الشعبي (مواليد 7 يوليو 1986) هي رامية رياضية جزائرية. شاركت في منافسة البندقية الهوائية 10 أمتار سيدات في دورة الألعاب الأولمبية الصيفية 2020.

## روابط خارجية
- هدى شعبي على موقع الاتحاد الدولي (الإنجليزية)
- هدى شعبي على موقع أوليمبيديا (الإنجليزية)